# TopologiLinux
TopologiLinux è una distribuzione Linux basata su Slackware e Cooperative Linux (coLinux) creata per poter funzionare all'interno di un sistema Microsoft Windows esistente. Per questo motivo non richiede alcun partizionamento.

## Funzionamento
TopologiLinux crea  la sua immagine disco all'interno della directory "/tlinux*" (dove "*" rappresenta il numero di versione di TopologiLinux) all'interno dell'unità disco Windows prescelta. Il sistema può essere avviato dall'utente da Windows tramite coLinux oppure direttamente attraverso il disco di avvio di TopologiLinux.

## Sistema di archiviazione
TopologiLinux crea la sua immagine disco all'interno di una partizione NTFS o FAT esistente senza bisogno di partizionare ulteriormente il disco.

## Utilizzo su Windows
TopologiLinux utilizza coLinux per funzionare su Windows che consente di lavorare su Windows e Linux parallelamente.